# Fuhrergambiet
Het Fuhrergambiet is bij het schaken een variant in het vierpaardenspel en het is ingedeeld bij de open spelen. 
Het heeft als beginzetten 1.e4 e5 2.Pf3 Pc6 3.Pc3 Pf6 4.Pxe5 Pxe5 5.d4 Pg6.
Eco-code C 47.